# Acidiella trigenata
Acidiella trigenata är en tvåvingeart som först beskrevs av Munro 1938.  Acidiella trigenata ingår i släktet Acidiella och familjen borrflugor. Inga underarter finns listade i Catalogue of Life.